# Les Marionnettes du Champ-de-Mars
 (septembre 2017).
Le théâtre des marionnettes du Champ-de-Mars a été construit en 1902 lors de l'exposition universelle[Quand ?]. Il est situé avenue du Général-Margueritte, dans les jardins du Champ-de-Mars (côté 7e arrondissement de Paris).

## Présentation
Le théâtre se trouve à environ 400 mètres environ de la tour Eiffel. Il est de style Second Empire.
C'est une salle de théâtre spécialement dédiée aux marionnettes à gaine et plus particulièrement à Guignol. Le bâtiment et la salle sont chauffés l'hiver et aérés l'été. Il s'agit d'un des plus grands théâtres de marionnettes de Paris puisqu'il contient plus de 200 places,.
Luigi Tirelli y a été le marionnettiste pendant plus de 60 ans et a formé grand nombre de marionnettistes. Décédé en 2018, la direction du théâtre a été reprise par son assistant depuis 20 ans, Julien Sommer.
Une représentation dure environ 45 minutes avec un entracte. Leur répertoire compte une vingtaine de pièces comme Le Trésor du roi Dagobert, Guignol au Mexique, Les Aventures du prince Caraby, Le Trésor de la sultane, Les Graines magiques, mais aussi des adaptations de contes comme Blanche Neige et les sept nains, La Belle et la Bête, etc..
Les spectacles sont toujours adaptés de façon que Guignol soit présent dans chaque histoire.
Le théâtre possède plus de 300 marionnettes.
Luigi Tirelli et le théâtre du Champ de Mars sont à l'origine des spectacles diffusés dans les années 1970 à la télévision Mon ami Guignol, qui eut un grand succès et qui s'exporta dans divers pays. Les personnages y sont récurrents : Oscar, la famille Beausoleil, Mme Tartarine… 
Une série, ayant eu moins de succès, fut diffusée dans les années 1990 : Bonjour Guignol, reprenant les spectacles du théâtre en format court (12 minutes). 
En 2024, à l'instar d'autres aménagements du Champ-de-Mars, le théâtre doit fermer à cause des Jeux olympiques qui se tiennent dans la ville la même année. Une pétition est créée pour soutenir les commerçants, attractions, et le théâtre du Champ-de-Mars. Cette pétition aura plus de 10 000 signatures. Les médias parleront beaucoup de l’affaire avec de nombreux interviews. Finalement, la mairie décidera de repousser la fermeture du théâtre fin mai, au lieu du 31 mars, pour rouvrir début octobre après le démontage des infrastructures sportives.  

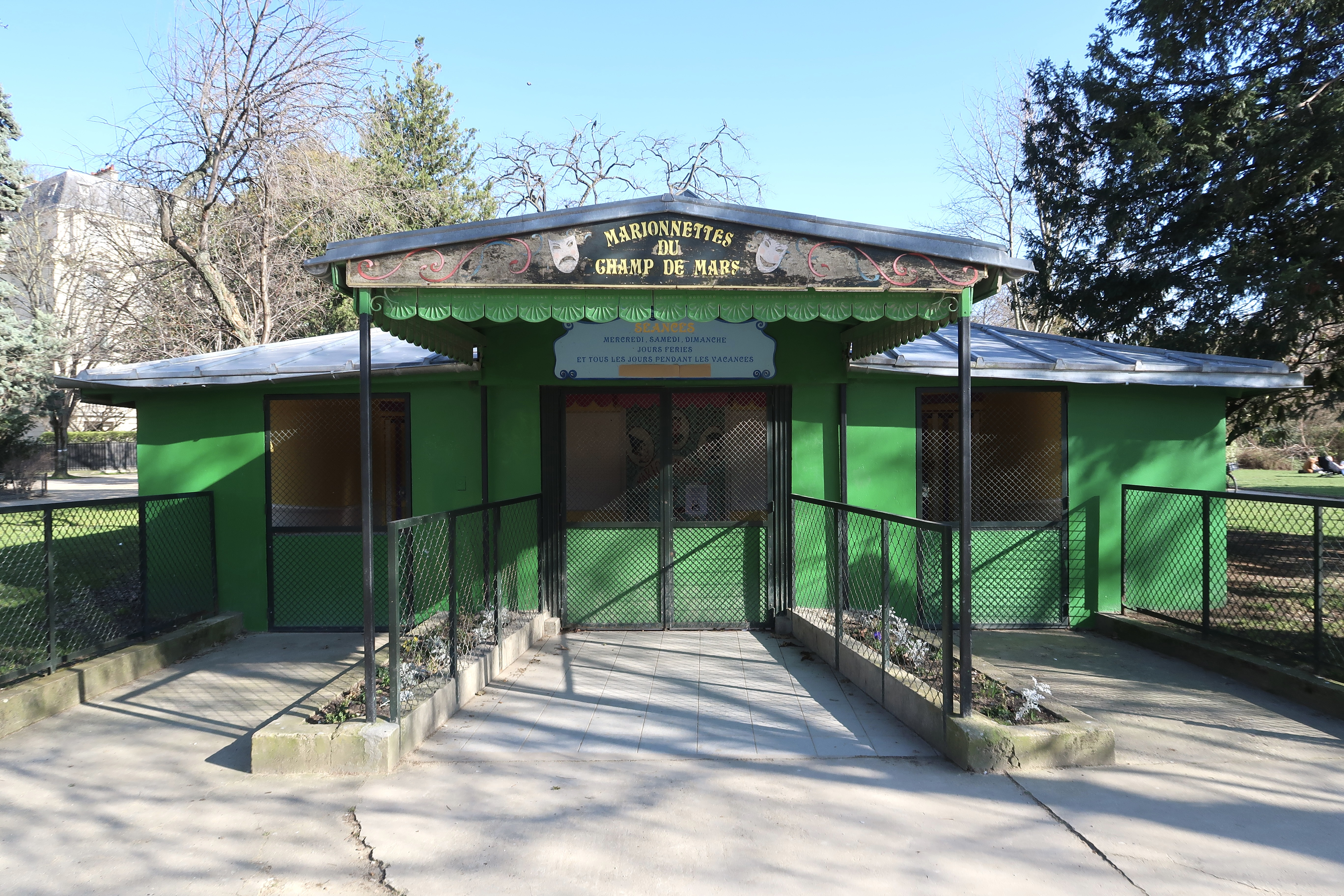
Vue extérieure.